# Farmtrac Tractors Europe
Farmtrac Tractors Europe Sp. z o.o. – producent ciągników rolniczych z siedzibą w Mrągowie. Właścicielem 100% udziałów spółki jest indyjski Escorts Ltd.

## Historia
- 2000 – powstaje spółka joint venture pomiędzy Pol-mot Holding i Escorts Ltd. – Pol-Mot Escorts Spółka z.o.o. produkująca ciągniki rolnicze w Mrągowie na terenach byłego POM Mrągowo[1][2].[3] W mrągowskiej fabryce rozpoczęto montaż ciągnika Escort 335 będący pochodnym ciągnika rolniczego Ursus C-330[4]
- 2004 – właścicielem 100% udziałów spółki staje się Escorts Ltd[1] a dnia 19.03.2004 r. spółka zmienia nazwę na Farmtrac Tractors Europe Sp. z o.o.[5]
- 2009 – prezentacja na targach Agrotech w Kielcach modeli Farmtrac 685 DT i Farmtrac 690 DT wyposażonych w 4-cylindrowe silniki Perkins o mocy 82 i 88 KM, przekładnie Carraro 506 HD, przedne mosty napędowe Carraro 20.16 z automatyczną blokadą mechanizmu różnicowego, podnośniki Mita, pompy zębate tandem firmy Danfoss o wydatku 55 + 30 l/min, kabiny KOJA Smolniki,[6][7]
- 2011 – prezentacja na targach Agro Show w Bednarach modeli Farmtrac 7100 DT i Farmtrac 7110 DT wyposażonych w silniki Perkins 1104D-44T, układ przeniesienia napędu ZF – T557 LS, przedni most Carraro i sterowany elektrohydraulicznie podnośnik EHR firmy Bosch[8]
- 2016 – na targach Agrotech 2016 został zaprezentowany Farmtrac 9120 DTŋ z silnikiem Perkins 854E i układem napędowym Carraro T.120.[9]